# Saserna arbuscula
Saserna arbuscula là một loài bướm đêm trong họ Noctuidae.